# Waynesville (Missouri)
Waynesville é uma cidade localizada no estado americano de Missouri, no Condado de Pulaski.

## Demografia
Segundo o censo americano de 2000, a sua população era de 3507 habitantes.
Em 2006, foi estimada uma população de 3626, um aumento de 119 (3.4%).

## Geografia
De acordo com o United States Census Bureau tem uma área de
16,1 km², dos quais 16,1 km² cobertos por terra e 0,0 km² cobertos por água. Waynesville localiza-se a aproximadamente 246 m acima do nível do mar.

## Localidades na vizinhança
O diagrama seguinte representa as localidades num raio de 24 km ao redor de Waynesville.